# Lu Chakwan
 (janvier 2015).
Si vous disposez d'ouvrages ou d'articles de référence ou si vous connaissez des sites web de qualité traitant du thème abordé ici, merci de compléter l'article en donnant les références utiles à sa vérifiabilité et en les liant à la section « Notes et références ».
Lu Chakwan (Chinois simplifié: 吕霞光; Pinyin: Lǔ Xiáguāng; 1906-1994) est un artiste-peintre reconnu d'origine chinoise ayant fait ses études en France et à l’École des Beaux-Arts de Belgique. Contemporain et ami des célèbres peintres Xu Beihong et Wu Zuoren, il a fait don au patrimoine culturel chinois d'une grande partie de ses œuvres. Un étage entier lui est dédié dans la galerie permanente du musée d'art de la province du Zhejiang (浙江美术馆), actuellement le plus grand musée d'art de Chine.
Il est enterré au cimetière du Père-Lachaise (95e division).

## Œuvres
- Poissons exotiques, musée des Beaux-Arts de Rouen